# Acraea encoda
Acraea encoda är en fjärilsart som beskrevs av Pierre 1981. Acraea encoda ingår i släktet Acraea och familjen praktfjärilar. Inga underarter finns listade i Catalogue of Life.